# Panonska nizina
Panonska nizina je ravnica u središnjoj Europi. Nalazi se između Dinarida, Alpa i Karpata. Kroz nju prolazi rijeka Dunav.

## Položaj
Panonska nizina obuhvaća područja sljedećih država:
- Bosna i Hercegovina
- Češka
- Hrvatska
- Mađarska
- Rumunjska
- Slovačka
- Slovenija
- Srbija
- Ukrajina

## Otočne planine
Otočne planine predstavljaju ostatke spuštenog dijela stare mase, t.j. unutarnjih Dinarida. Protežu se od zapada prema istoku. Izgrađene su od stijena različite starosti: paleozojskih škriljevaca, mezozojskog vapnenca itd. 

## Aluvijalne ravnice
Aluvijalne ravni Dunava, Tise, Morave i Save su karakteristične za Panonski bazen. To su najniži i najmlađi oblici reljefa ove regije. Sastoje se od riječnih nanosa: gline, pijeska i lesa. Obrasle su ritskim šumama i trskom. Zbog čestog plavljenja u aluvijalnim ravnima sprovode se procesi melioracije.

## Praporne visoravni
Praporne visoravni su eolski elementi reljefa na dnu Panonskog bazena. Nastale su tijekom pleistocena prijenosnom snagom vjetra. 

## Pješčare
Pješčare su, kao i praporne visoravni, eolski elementi reljefa. Javljaju se u Panonskom bazenu. Nastale su radom vjetrova u pleistocenu. U njima se javlja nedostatak vode. Javljaju se pješčane dine, a pijesak je nekada bio pokretan - "živi pijesak", a sada je umiren šumskom i travnom vegetacijom. 

## Antipanonati
To je naziv za planine usred Panonske nizine. Među antipanonate spadaju Medvednica i Ivanščica.